# ジャニーヌ・アンドラード
ジャニーヌ・マリー・ルイーズ・アンドラード（Janine Marie Louise Andrade, 1918年11月13日 - 1997年10月24日）は、フランスのヴァイオリン奏者。
ブザンソンに生まれる。幼少期からヴァイオリンをはじめ、1926年にピアニストの母親の伴奏で初リサイタルを行った。その後、パリ音楽院に進学してジュール・ブシューリのクラスに入り、1931年にプルミエ・プリを得て音楽院を卒業した。その翌年からスイスで演奏活動を開始したが、1935年にジャック・ティボーと共演したのを機に、ティボーの教えを受けるようになった。第二次世界大戦後は積極的に海外への演奏旅行に行き、1954年にはフランス政府の文化使節として来日も果たした。
1972年に脳卒中のために失語症と右半身の麻痺を生じて引退を余儀なくされ、ヌイイ＝シュル＝セーヌにあるガリニャーニ財団の養護施設で余生を送った。
ルヴァロワ＝ペレの病院にて死去。